# Liste der Monuments historiques in Vendrennes
Die Liste der Monuments historiques in Vendrennes führt die Monuments historiques in der französischen Gemeinde Vendrennes auf.

## Liste der Bauwerke
| Bezeichnung | Beschreibung                  | Standort | Kennzeichnung | Schutzstatus | Datum | Bild           |
| ----------- | ----------------------------- | -------- | ------------- | ------------ | ----- | -------------- |
| Schloss     | Erbaut ab dem 12. Jahrhundert | (Lage)   | PA00110285    | Inscrit      | 1991  | weitere Bilder |

## Liste der Objekte
- Monuments historiques (Objekte) in Vendrennes in der Base Palissy des französischen Kultusministeriums